# Nokia 8310
Nokia 8310 är en mobiltelefon från Nokia. Den lanserades 2001 och tillverkades mellan 2001 och 2002. Vid lanseringen var det en modell med flera funktioner som var ovanliga vid denna tid, och den låg därför relativt högt i pris.

## Funktioner
- Infraröd
- Kalender
- Kalkylator
- Stoppur
- Vibration varning
- Utbytbara Xpress-on ™-skal
- FM-radio
- 4 Spel (Snake II, Snowboarding, Bumper, Pairwiths II) med nedladdningsbara extra banor
- Röstinspelning
- Röstkommandon
- Timer
- WAP Internet
- Integrerade antenner